# Melanie Fiona
Melanie Fiona Hallim (ur. 4 lipca 1983 w Toronto) – kanadyjska piosenkarka i autorka tekstów muzycznych. Zaistniała w roku 2009 wydając na światowe rynki muzyczne debiutancki album studyjny The Bridge oraz promujący go singel „Give It to Me Right”.

## Życiorys
Melanie urodziła się dnia 4 lipca 1983 w Toronto, w Kanadzie jako córka gujańskich imigrantów. Dorastała w starej dzielnicy Toronta, gdzie wychowywała się w rodzinie o tradycjach muzycznych. Jej ojciec był gitarzystą i grał w zespole, zaś matka poprzez zamiłowanie do muzyki, wielokrotnie zapoznawała córkę z utworami różnych gatunków takich artystów jak The Ronettes, czy Whitney Houston. W jednym z wywiadów wyznała, iż inspiracje jakie czerpie podczas tworzenia muzyki zawdzięcza kompozycjom Boba Marleya, Sade i Patsy Cline.

## Kariera muzyczna
Wokalistka karierę muzyczną rozpoczęła w roku 2002 nagrywając własne, autorskie utwory, które następnie prezentowała wytwórniom muzycznym. Udzielała się również gościnnie na albumach innych artystów. W roku 2008 wraz z Supa Dups wzięła udział w festiwalu Reggae Gold 2008 z piosenką „Somebody Come Get Me”. W tym samym roku Melanie Fiona otwierała również występy Kanye Westa prezentując się na scenie jako support podczas europejskiej części trasy koncertowej „Glow in the Dark Tour”, mimo iż ówcześnie nie wydała albumu studyjnego.
Debiutancki album studyjny Fiony, The Bridge wydany został dnia 30 czerwca 2009. Wyprodukowany przez Future Cut, Vada Nobles, The Stereotypes, J. Phoenix, Peter Wade i Salaam Remi krążek znalazł się na pozycji #33 najczęściej sprzedawanych albumów w Kanadzie, zaś główny singel promujący krążek, utwór „Give It to Me Right” osiadł na miejscu #20 zestawienia Canadian Hot 100. Wydawnictwo, które ukazało się nakładem wytwórni Universal Music promowane było na światowych rynkach muzycznych.
W grudniu 2009 roku Fiona zdobyła nominację do nagrody Grammy w kategorii najlepszy występ wokalny artystki R&B za utwór „It Kills Me”.
W roku 2011 Fiona rozpoczęła proces nagraniowy materiału na drugi album studyjny, The MF Life (2012). Premiera wydawnictwa, promowanego przez utwory „Gone and Never Coming Back” oraz „4 AM”, nastąpiła dnia 27 marca 2012.

## Dyskografia

### Albumy studyjne
| The Bridge                                          | - Wydany: 26 czerwca 2009 - Wytwórnia: SRC / Universal Motown - Format: CD, digital download | 25 | 27 | 4 | 35 | 22 | 3  | 98 | - SWI: Złoto |
| The MF Life                                         | - Wydany: 27 marca 2012 - Wytwórnia: SRC / Universal Motown - Format: CD, digital download   | 64 | 7  | 2 | –  | –  | 23 | –  |              |
| "—" album nie był notowany, bądź nie został wydany. |                                                                                              |    |    |   |    |    |    |    |              |

### Single
| Tytuł                                                | Rok  | Najwyższe pozycje na listach | Najwyższe pozycje na listach | Najwyższe pozycje na listach | Najwyższe pozycje na listach | Najwyższe pozycje na listach | Najwyższe pozycje na listach | Najwyższe pozycje na listach | Najwyższe pozycje na listach | Najwyższe pozycje na listach | Certyfikat     | Album       |
| Tytuł                                                | Rok  | POL                          | CAN                          | AUT                          | GER                          | SWE                          | SWI                          | UK                           | US                           | US R&B                       | Certyfikat     | Album       |
| ---------------------------------------------------- | ---- | ---------------------------- | ---------------------------- | ---------------------------- | ---------------------------- | ---------------------------- | ---------------------------- | ---------------------------- | ---------------------------- | ---------------------------- | -------------- | ----------- |
| "Give It to Me Right"                                | 2009 | –                            | 20                           | 54                           | 31                           | –                            | 5                            | 41                           | –                            | 57                           | - SWI: Złoto   | The Bridge  |
| "It Kills Me"                                        | 2009 | –                            | –                            | –                            | –                            | –                            | –                            | –                            | 43                           | 1                            | —              | The Bridge  |
| "Monday Morning"                                     | 2009 | 1                            | –                            | 3                            | 46                           | 11                           | 1                            | –                            | –                            | –                            | - SWI: Platyna | The Bridge  |
| "Ay Yo"                                              | 2010 | –                            | –                            | –                            | –                            | –                            | 62                           | –                            | –                            | 71                           | —              | The Bridge  |
| "Gone and Never Coming Back"                         | 2011 | –                            | –                            | –                            | –                            | –                            | –                            | –                            | –                            | 37                           | —              | The MF Life |
| "4 AM"                                               | 2011 | –                            | –                            | –                            | –                            | –                            | –                            | –                            | 81                           | 8                            | —              | The MF Life |
| "Change the Record" (featuring B.o.B)                | 2012 | –                            | –                            | –                            | –                            | –                            | 35                           | –                            | –                            | –                            | —              | The MF Life |
| "—" singel nie był notowany, bądź nie został wydany. |      |                              |                              |                              |                              |                              |                              |                              |                              |                              |                |             |

Z gościnnym udziałem
| "Wake Up Everybody" (The Roots ft. John Legend, Melanie Fiona & Common) | 2010 | – | – | – | – | 62 | –  | – | 53 | Wake Up!     |
| "Let It Rain" (Tinchy Stryder featuring Melanie Fiona)                  | 2011 | – | – | – | – | –  | 14 | – | –  | Third Strike |
| "—" singel nie był notowany, bądź nie został wydany.                    |      |   |   |   |   |    |    |   |    |              |